# Per Flodin
Se även Per Flodin (politiker)
Per Gustaf Magnus Flodin, född 29 september 1924 i Ljushult, Älvsborgs län, död 29 oktober 2006 i Solna, var en svensk biokemist och polymerkemist.
Flodin studerade vid Uppsala universitet, och var doktorand i biokemi hos Arne Tiselius. Flodin tog licentiatexamen 1953, och var verksam som forskningskemist vid Pharmacia från 1954 till 1962. Hos Pharmacia forskade Flodin kring dextran. Tillsammans med Jerker Porath utvecklade han gelfiltrering för separation av biomolekyler. 1957 upptäckte Porath att kolonner fyllda med dextrangel fungerade som molekylsiktar, och kunde användas för storleksseparering av molekyler. Efter att Pharmacia och Tiselius hade rådgjort, inleddes patentering. Upptäckten publicerades i tidskriften Nature 13 juni 1959 av Porath och Flodin, och kort därefter lanserade Pharmacia gelfiltreringsmaterialet Sephadex (Separation Pharmacia Dextran) till försäljning.
Flodin disputerade 1962 med en doktorsavhandling om dextran som separationsmetod, och blev samma år forskningschef vid Perstorp AB. 1972 återvände Flodin till den akademiska världen som docent vid Kungliga Tekniska högskolan och 1977 utnämndes han till professor i polymerteknik vid Chalmers tekniska högskola. Han invaldes 1982 i Ingenjörsvetenskapsakademien.
Svenska Kemistsamfundet tilldelade honom 1963 Arrhenius-plaketten (tillsammans med Jerker Porath). IVA tilldelade 1968 honom och Porath sin guldmedalj med motiveringen "för deras utveckling av metoder för filtrering i geler av tvärbunden dextran".
Per Flodin är gravsatt på Solna kyrkogård.